# Karl Schwarzschild
Karl Schwarzschild (9. říjen 1873 – 11. květen 1916) byl německý fyzik a astronom.
Narodil se ve Frankfurtu nad Mohanem. Byl považován za zázračné dítě. V 16 letech publikoval článek o oběžných drahách. Studoval ve Štrasburgu a Mnichově. V roce 1896 získal doktorát za práci o teoriích Henriho Poincarého.
Od roku 1897 pracoval jako asistent na observatoři ve Vídni. Tam vytvořil formuli pro výpočet optické hustoty fotografického materiálu, která byla významná pro zpřesnění měření intenzit slabých astronomických zdrojů.
Od roku 1901 do roku 1909 byl profesorem na institutu v Göttingenu. Zde měl příležitost spolupracovat s některými význačnými vědci tehdejší doby, např. Davidem Hilbertem nebo Hermannem Minkowskim. Byl ředitelem observatoře v Göttingenu.
V roce 1909 se přesunul do observatoře Astrofyzikálního institutu v Postupimi. Od roku 1912 byl členem Pruské královské akademie věd.
Po vypuknutí 1. světové války v roce 1914 se připojil k německé armádě. Sloužil na východní i západní frontě a dosáhl hodnosti poručíka u dělostřelectva. Během své služby napsal v roce 1915 v Rusku tři důležité články – dva týkající se teorie relativity a jeden o kvantové mechanice. Jeho práce o teorii relativity představovala první přesné řešení Einsteinových rovnic obecné teorie relativity, které je dnes označováno jako Schwarzschildova metrika. Toto řešení je úzce spojeno s počátky studia černých děr.
Prováděl měření proměnných hvězd a pracoval na vylepšení optických systémů.
Jako invalida se vrátil z války v březnu 1916.
Byl otcem astrofyzika Martina Schwarzschilda.